# Шайхутдинов, Владимир Юрьевич
Влади́мир Ю́рьевич Шайхутди́нов (род. 4 июня 2004) — российский футболист, вратарь клуба «Волга» (Ульяновск).

## Клубная карьера
Воспитанник ФК ЦСКА, двукратный чемпион МФЛ. 7 августа 2023 года подписал контракт с клубом до конца сезона 2025/2026. 15 мая 2024 дебютировал в основном составе клуба в финале пути РПЛ Кубка России против «Зенита», выйдя на замену получившему травму Владиславу Торопу. Отстоял эту игру «на ноль» и был признан лучшим игроком матча, в послематчевой серии пенальти пропустил все пять ударов.
22 июня 2024 года перешел в ульяновскую «Волгу» на правах аренды до конца сезона 2024/25. Перед уходом продлил контракт с ЦСКА до лета 2028 года с опцией продления ещё на сезон. Дебютировал 20 июля в матче второй лиги против дзержинского «Химика» (3:1). 17 августа в матче против «Иртыша» (0:1) Владимир провёл свой первый «сухой» матч за «Волгу». По итогам сезона 2024/25 «Волга» с Шайхутдиновым вышла в Первую лигу. Владимир принял участие в 17 матчах, в 6 из которых сохранил свои ворота в неприкосновенности. 28 июня 2025 года Владимир Шайхутдинов стал полноценным игроком «Волги»: клуб выкупил его у ЦСКА и заключил годичный контракт.
17 августа 2025 года Шайхутдинов дебютировал за «Волгу» в Первой лиге, сохранив ворота в неприкосновенности в победном матче против «СКА-Хабаровска» (1:0).

## Личная жизнь
В период взросления Шайхутдинову больше всего нравились такие футболисты, как Игорь Акинфеев (с которым с 2024 играл в одной команде), Даниэл Карвальо, Вагнер Лав (в детстве Шайхутдинов хотел стать нападающим). Учится на тренера. Ведёт телеграм-канал о кино, любимыми фильмами называет «Интерстеллар», «В бой идут одни старики» и сериал «Сверхъестественное», любимый актёр — Леонид Быков. После окончания спортивной карьеры планирует освоить профессию, связанную с кино, например сценариста, режиссёра или продюсера.

## Статистика
| Выступление       | Выступление      | Выступление      | Лига | Лига | Кубки | Кубки | Итого | Итого |
| Клуб              | Лига             | Сезон            | Игры | Голы | Игры  | Голы  | Игры  | Голы  |
| ----------------- | ---------------- | ---------------- | ---- | ---- | ----- | ----- | ----- | ----- |
| ЦСКА (Москва)     | Премьер-лига     | 2023/24          | 0    | 0    | 1     | 0     | 1     | 0     |
| ЦСКА (Москва)     | Итого            | Итого            | 0    | 0    | 1     | 0     | 1     | 0     |
| Волга (Ульяновск) | Вторая лига      | → 2024/25        | 17   | -18  | 1     | -2    | 18    | -20   |
| Волга (Ульяновск) | Первая лига      | 2025/2026        | 1    | 0    | 0     | 0     | 1     | 0     |
| Волга (Ульяновск) | Итого            | Итого            | 18   | -18  | 1     | -2    | 19    | -20   |
| Всего за карьеру  | Всего за карьеру | Всего за карьеру | 18   | -18  | 2     | -2    | 20    | -20   |

## Достижения
ЦСКА (Москва)
- Чемпион МФЛ (2): 2020/2021, 2021/2022

«Волга» (Ульяновск)
- Серебряный призёр Второй лиги (дивизион «А»): 2024/25